# Макарий (Опоцкий)
Епископ Макарий (в миру Николай Михайлович Опоцкий; 16 [28] ноября 1872, посад Сольцы, Порховский уезд, Псковская губерния — 9 ноября 1941, Витка) — епископ Русской православной церкви, епископ Череповецкий, викарий Новгородской епархии.

## Биография
Родился 16 (28) ноября 1872 года в посаде Сольцы Порховского уезда Псковской губернии в семье чиновника министерства внутренних дел.
Окончил Белозерское духовное училище и в 1895 году — Новгородскую духовную семинарию.
6 августа 1896 года был рукоположён в сан диакона к церкви села Любынь Старорусского уезда Новгородской губернии.
2 марта 1897 года рукоположен во иерея к Иоанно-Богословской церкви села Велебицы Новгородского уезда той же губернии и назначен заведующим и законоучителем Велебицкой второклассной, одноклассной и Михалкинской школ.
Имел трёх дочерей. В 1902 году овдовел.
С 1902 по 1906 года обучался в Московской духовной академии.
Около 1904—1905 года познакомился с Николаем Неплюевым, аристократом, основателем и блюстителем Крестовоздвиженского православного трудового братства (1889—1929). Вдохновившись идеями Н. Н. Неплюева, организовал Трудовое братство в селе Велебицы Новгородской губернии, где с 1908 года служил настоятелем храма св. Иоанна Богослова. В 1910 года братство было закрыто указом правящего архиерея.
В 1914 году на епархиальном миссионерском съезде представил два доклада о реформе прихода, в которых показал возможные пути возрождения и обновления приходской жизни. С 1915 по 1918 годы нёс служение уездного наблюдателя церковно-приходских школ. С 1917 года был епархиальным противосектантским миссионером.
Патриарх Тихон 4 декабря 1920 года «благословил его принять епископское служение и для подготовки отправился к митрополиту Арсению Новгородскому, который 14 июля 1921 г. совершил монашеский постриг. Четыре месяца нес послушание игумена Макарьевской обители (у ст. Любань Николаевской железной дороги), затем — делопроизводителя канцелярии, с 17 апреля 1922 г. — архимандрит. Через 2 месяца митрополита затребовали в Москву, а в Новгороде во время его отъезда образовался комитет партии „Живая Церковь“ и стал действовать от неизвестного ещё ВЦУ».
14 сентября 1922 года в Храме Христа Спасителя обновленческими архиереями старого поставления был хиротонисан во епископа Крестецкого, викария Новгородской епархии. Однако уже через два месяца, разобравшись в сути обновленческого движения, решительно порвал с ним. 20 февраля 1923 года президиумом ВЦУ был уволен на покой с запрещением священнослужения.
Направил письмо патриарху Тихону, в котором изложил непростые обстоятельства своей епископской хиротонии и испросил благословение на служение епископом-катехизатором. 9 (22) октября 1923 года был принят Патриархом Тихоном в общение «без права священнослужения».
В марте 1924 года был назначен епископом Череповецким, викарием Новгородской епархии. 18 апреля того же года прибыл в Череповец. Согласно докладу от 8 мая 1924 года на имя Патриарха Тихона, составленному М.Михайловским по поручению епископа Крестецкого Серафима, временно управляющего Новгородской епархией: «Преосвященный Макарий — назначенный Вашим Святейшеством в самое крепкое гнездо обновления нашей епархии г. Череповец, в котором есть и обновленческий епископ Иван Звездкин (личность, обладающая чрезвычайным нахальством, энергией и неразборчивостью в средствах) — нашел по своем прибытии туда лишь один православный храм в 6 верстах от города. Заручившись согласием местных властей на свободу своего церковного делания и даже каким-то непонятным способом обошедший самого Ивана Звездкина, бывшего своего товарища по Академии».
Нового епископа признал настоятель храма Рождества Христова иерей Кирилл Голубев и предоставил ему кров и ночлег. Епископа Макария признал и священник Сретенской церкви (бывшего Леушинского подворья) Павел Велицкий. Остальные городские священнослужители не согласились его принимать. Череповецкие чиновники отказались регистрировать епископ Макария без визы обновленческого епископа Иоанна Звёздкина, в связи с этим Макарию пришлось договариваться с ним. По его словам Иоанна Звёздкина, епископ Макарий дал обещание не претендовать на управление приходами Череповецкого уезда и покинуть Череповец на Пасхальной неделе. В ответ на это ему было дано разрешение на служение в церкви села Носовское (Степановское) под Череповцом — единственном на тот момент приходе, не признавшем обновленцев, Сретенской и Христорождественской церкви, которые несмотря на признание епископа Макарию, продолжали формально числиться обновленческими.
Как говорилось в докладе от 8 мая 1924 года: «Преосвященный Макарий произвел громадный сдвиг в настроении Череповецкого духовенства и народа и хотя вызвал против себя громы и молнии обновленческого Череповецкого Церковного Управления, но последние, видимо, запоздали». К июлю 1924 года для обновленцев возникла реальная угроза утратить влияние на территории Череповецкой губернии, поэтому в административный отдел Череповецкой губернии посыпались доносы на епископа Макария и верное ему духовенство, подписанные Иоанном Звёздкиным и другими лидерами обновленческого движения, наиболее деятельным из которых был протоиерей Благовещенской церкви Василий Рябинин.
В июле 1924 года по доносам епископа Иоанна Звездкина и протоиерея Василия Рябинина начались массовые репрессии против духовенства Патриаршей церкви на территории всей Череповецкой губернии. В конце лета — начале осени 1924 года закрываются Кирилло—Белозерский, Тихвинский Успенский монастыри, Нило-Сорская пустынь и множество храмов, в том числе Сретенская и Христорождественская церкви города Череповца. Большинство закрытых храмов вскоре были открыты как обновленческие. При этом часть тихоновских священнослужителей подверглась аресту. В ноябре 1924 — сентябре 1925 годах патриарха Тихона поминали только в одном череповецком городском храме — Христорождественском и нескольких пригородных, в том числе в селе Богородском, где продолжал проживать епископ Макарий.
Организовал в селе Богородское Череповецкого уезда православное братство и кружок-сестричество. 25 июня 1925 года арестован по обвинению в том, что «организовал в селе Богородском Череповецкого уезда кружок-сестричество, хранил и распространял письмо антисоветского содержания митр. Киевского и Галицкого Антония». В том же году был осуждён и выслан на Соловки.
Находясь в заключении, впал в догматическое расхождение с учением Православной Церкви о 9-м члене Символа Веры, за что группой православных иерархов был отлучён от Церкви.
5 декабря 1927 года Особым Совещанием при Коллегии ОГПУ освобождён досрочно.
3 июля 1928 года указом Временного Патриаршего Священного Синода был уволен на покой.
В 1928 году поселился в Новгороде как заштатный епископ. В этом же году организовал Религиозно-Трудовое братство. По освобождении изменил свои неправые взгляды и покаялся.
В 1933 году по доносу был арестован. Был приговорен к 5 годам концлагерей с заменой на высылку в Северный край.
Вернувшись из ссылки, летом 1934 года поселился в Галиче Костромской области, где организовал православное братство. Одновременно с возникновением братства в Галиче, братства были возрождены в Новгороде и Череповце. К 1937 году братский круг составлял в общей сложности около 70 человек и охватывал Галич, Новгород, Череповец, Ленинград, Киров и Буй Костромской области.
Скончался 9 ноября 1941 года в Витке, похоронен на Петровском кладбище в Новгороде.

## Память и наследие
29 ноября 2012 года, в день 140-летия со дня рождения епископа Макария, Митрополит Новгородский и Старорусский Лев (Церпицкий) совершил заупокойную литию по приснопамятным епископу Макарию (Опоцкому), протодиакону Иоанну Покровскому и игумену Варсонофию (Верёвкину) на Петровском кладбище.